# Ausbildungszentrum Heeresflugabwehrtruppe
Das Ausbildungszentrum Heeresflugabwehrtruppe war eines der Zentren des Heeres und insbesondere verantwortlich für die Weiterentwicklung und Ausbildung der Heeresflugabwehrtruppe sowie für die Fliegerabwehrausbildung der gesamten Bundeswehr. Aus Traditionsgründen führte es den Beinamen Heeresflugabwehrschule, die bis 2007 in Rendsburg bestand und die Vorgängerorganisation des Zentrums war. Am 12. März 2012 erfolgte die Auflösung der Heeresflugabwehrtruppe und gleichzeitig die Außerdienststellung des Ausbildungszentrums.

## Organisation
Der Kommandeur des Ausbildungszentrums Heeresflugabwehrtruppe war vom Dienstgrad her Oberst und gleichzeitig General der Heeresflugabwehrtruppe. Der Sitz des Zentrums war bis Ende 2009 die Feldwebel-Schmid-Kaserne, bis Mai 2000 Rüdelkaserne, im schleswig-holsteinischen Rendsburg. Im Zuge der Transformation der Bundeswehr wurde es nach Munster verlegt, der Umzug wurde im Juni 2010 abgeschlossen. Das Ausbildungszentrum hatte zudem Außenstellen in Todendorf und Putlos, wo hauptsächlich die Schießausbildung durchgeführt wurde.
Das Zentrum gliederte sich in:
- Bereich Lehre
- Bereich Lehrgänge
- Bereich Weiterentwicklung

Am 25. Juni 2010 erfolgte die Unterstellung des Offizieranwärterbataillon Munster. Das Ausbildungszentrum Heeresflugabwehrtruppe war wiederum Teil des Ausbildungszentrums Munster.

## Auftrag und Ausbildungsstätten

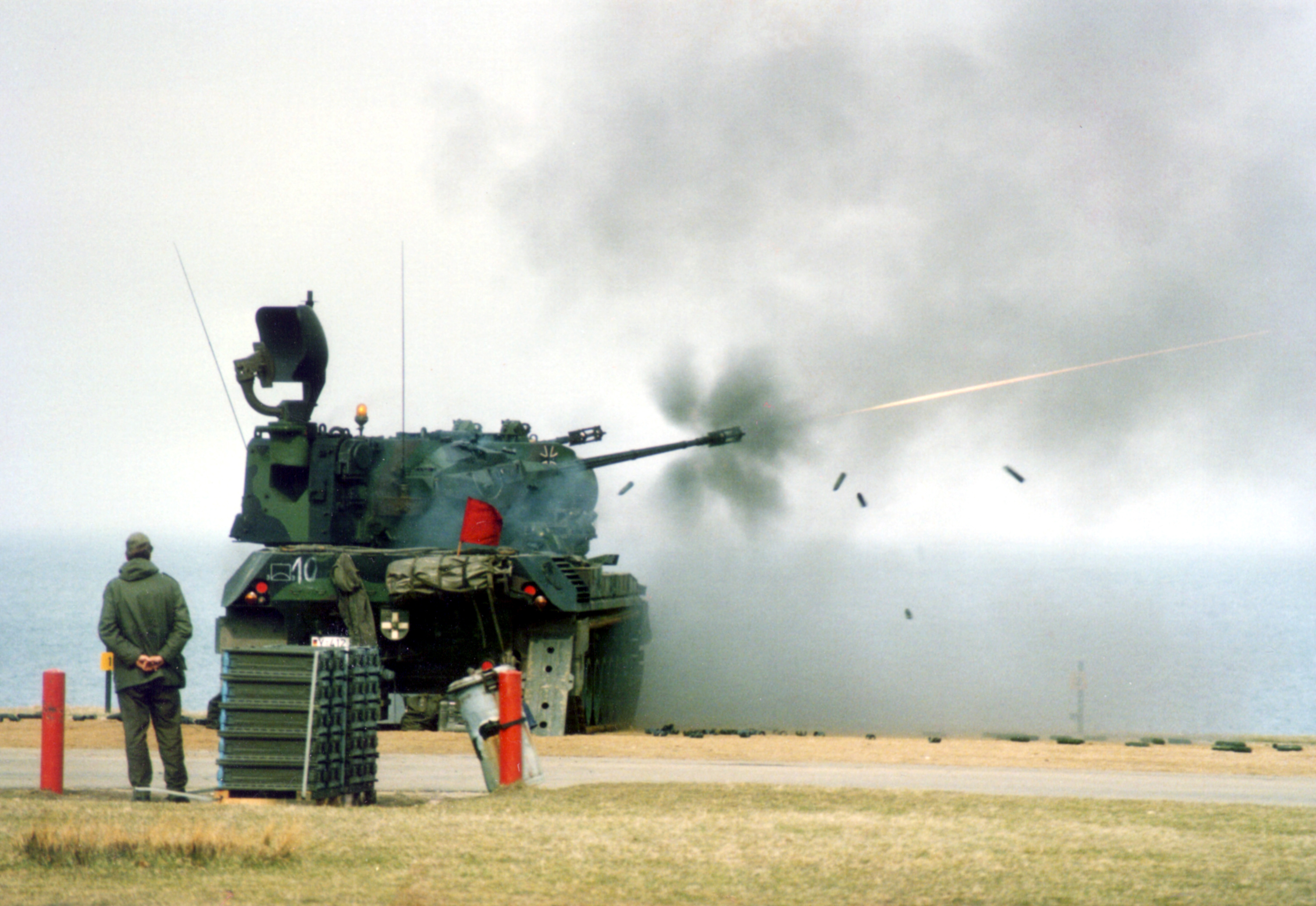
Flugabwehrschießen in Todendorf mit FlakPz Gepard (1987)

Der Auftrag bestand, wie bei allen Schulen und Zentren des Heeres, vor allem in der Ausbildung und Weiterentwicklung. Zusätzlich führte das Ausbildungszentrum Heeresflugabwehrtruppe jährlich das Symposium Flugabwehr durch, welches international einen hohen Stellenwert bei Militär und Industrie besaß.

### Ausbildung
Am Ausbildungszentrum Heeresflugabwehrtruppe wurden alle Offiziere und Unteroffiziere, aber auch Zeitsoldaten der Mannschaftslaufbahn der Truppengattung ausgebildet. Zudem wurden Soldaten aller Laufbahngruppen und aller Teilstreitkräfte in der Fliegerabwehr ausgebildet. Die praktische Schießausbildung mit dem Flugabwehrkanonenpanzer (FlakPz) Gepard 1 A2, dem leichten Flugabwehrsystem, den Fliegerfäusten und anderen Fliegerabwehrwaffen wurde auf dem Flugabwehrschießplatz Todendorf durchgeführt.
Der Flugabwehrschießplatz Todendorf bot dem Ausbildungsstützpunkt Flugabwehr/Fliegerabwehr auf sechs Schießbahnen mit jeweils bis zu 14 Stellungen, die unmittelbar an der Küstenlinie lagen, die Voraussetzungen für Flug- und Fliegerabwehrschießen. Auf dem benachbarten Truppenübungsplatz Putlos fand, aufbauend auf dem Schulschießen auf Flugziele, das Erdzielschießen und das Gefechtsschießen auf Flug- und Erdziele im Rahmen von taktischen Lagen statt.

### Weiterentwicklung
Das Zentrum war verantwortlich für die Weiterentwicklung der Heeresflugabwehr sowie der Fliegerabwehr der Bundeswehr. Zuletzt lag der Schwerpunkt der Weiterentwicklung auf dem Nächstbereichschutzsystem MANTIS. Ziel war, auf Basis des „Skyshield“-Systems der Rheinmetall Air Defence AG (ehemals Oerlikon Contraves AG, Zürich) ein hocheffektives Waffensystem zur Abwehr von Angriffen mit Raketen-, Artillerie- und Mörsergeschossen einzuführen. Damit sollte der bisher mangelhafte Schutz deutscher Feldlager in Auslandseinsätzen sichergestellt werden. MANTIS war zudem eine mögliche Basis für ein modulares Flugabwehrsystem, das langfristig den Flak-Panzer Gepard ersetzen sollte. Nach dem Beschluss der Auflösung der Truppengattung wurde die Entwicklung von MANTIS abgeschlossen und die Einführung des Systems bei der Luftwaffe begleitet.
Vom Bereich Weiterentwicklung wurden auch Truppenversuche, Erprobungen, Versuchsübungen und Planuntersuchungen durchgeführt und ausgewertet, so waren Angehörige des Bereichs Weiterentwicklung dauerhaft bei der Wehrtechnischen Dienststelle für Informationstechnologie und Elektronik (WTD 81) in Greding stationiert. Außerdem wurden alle Einsätze der Flugzieldarstellung der Heeresflugabwehr über deutschem Territorium zentral im Bereich Weiterentwicklung koordiniert.

## Geschichte
Am 22. März 1956 wurde die Aufstellung der Truppenschulen des Heeres, darunter die Truppenschule Fla-Truppe, befohlen. Die Truppenschule Fla-Truppe wurde in der Flak-Kaserne in Rendsburg, aufgestellt, die bereits der Wehrmacht in ähnlicher Funktion diente. Die Kaserne wurde später nach Generaloberst Günther Rüdel benannt und 2000 in Feldwebel-Schmid-Kaserne umbenannt.

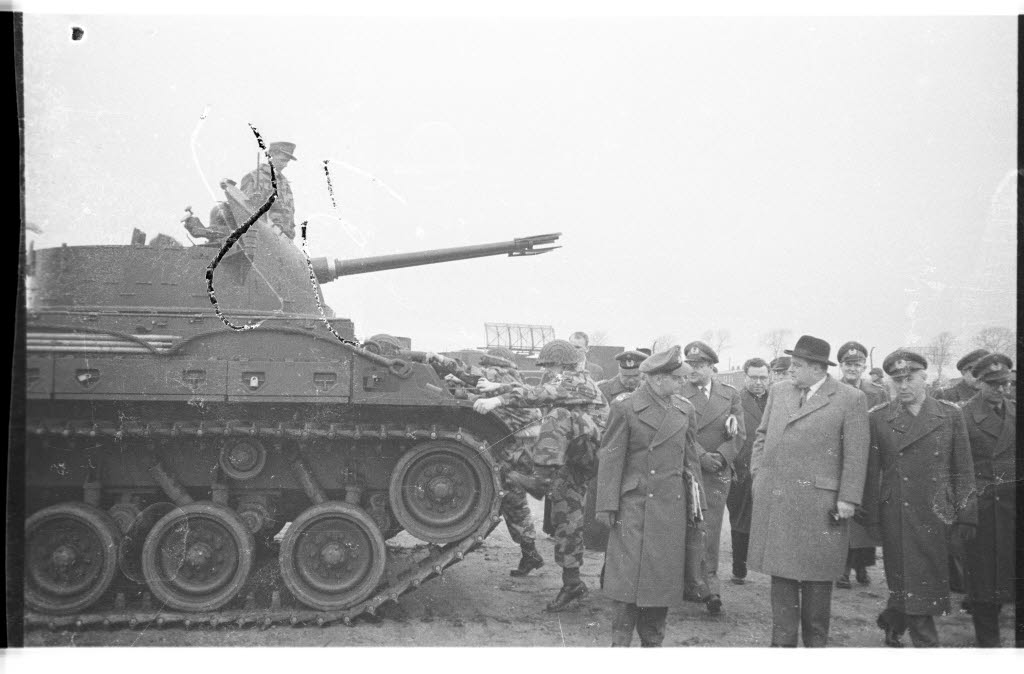
Besuch des damaligen Bundesverteidigungsministers Franz Josef Strauß (vierter von rechts) in der Truppenschule (1957)

Am 7. Juli 1956 wurde die Schule in Dienst gestellt. Die Schule war zunächst eine Schule des Heeres und wechselte bereits am 5. April 1957 zur Luftwaffe. Ab 1. Juli 1957 trug sie die Bezeichnung Flugabwehrschule Rendsburg. 1964 wurde die Schule erneut dem Heer unterstellt und in Heeresflugabwehrschule umbenannt. Die Ausbildung erfolgte zunächst an M16-Geschützen, später am Flak-Panzer M42 Duster, dem Feldflugabwehrsystem Flak 40 mm L/70 und später Roland und Gepard. Die Aufgaben der Heeresflugabwehrschule waren zuletzt weitgehend deckungsgleich mit dem heutigen Zentrum.

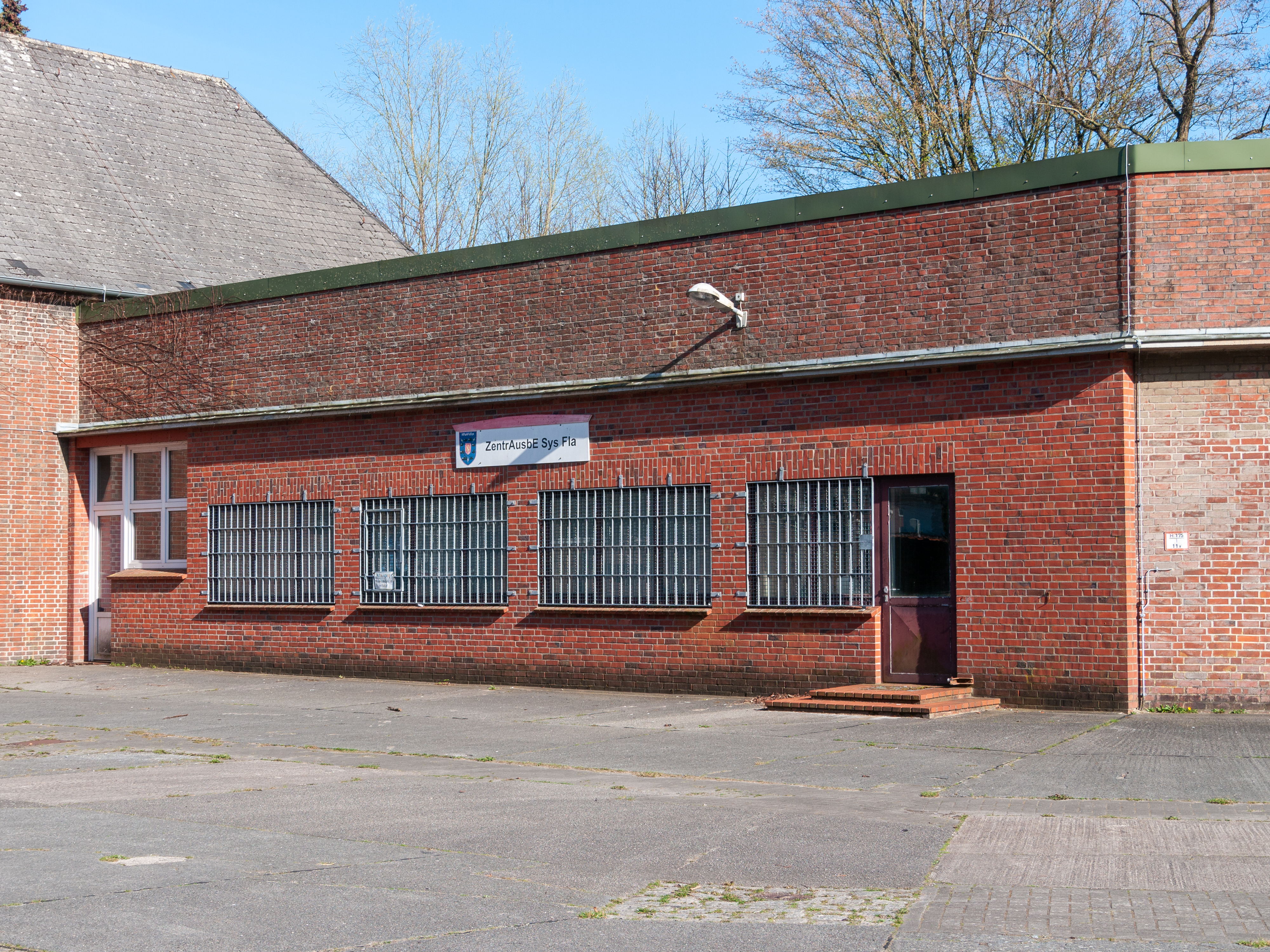
Früheres Gebäude der Heerflugabwehrschule in Rendsburg

Nach über 50 Jahren des Bestehens, wurde die Heeresflugabwehrschule am 28. November 2007 außer Dienst gestellt und zur Aufstellung des Ausbildungszentrums Heeresflugabwehrtruppe herangezogen. Dieses übernahm bereits am 1. Oktober 2007 die Aufgaben der Heeresflugabwehrschule. Das Ausbildungszentrum Heeresflugabwehrtruppe verabschiedete sich unter großer Beteiligung der Bevölkerung am 24. September 2009 mit einem Appell und einem Großen Zapfenstreich von der Stadt Rendsburg als letzter militärischer Verband nach über 345 Jahren Garnisonsgeschichte der Stadt.
Die Verlegung von Rendsburg nach Munster wurde im Juni 2010 abgeschlossen. Nur wenige Wochen später, im Juli 2010, verfügte der damalige Bundesminister der Verteidigung Karl-Theodor zu Guttenberg die Auflösung der Truppengattung einschließlich aller Verbände, Einheiten und des Ausbildungszentrums. Die Aufgaben wurden auf die Luftwaffe übertragen. Das Ausbildungszentrum wurde am 12. März 2012 im Zuge des Auflösungappells der Heeresflugabwehrtruppe auf dem Flugabwehrschießplatz Todendorf durch den Inspekteur des Heeres Generalleutnant Werner Freers, im Beisein des Inspekteurs der Luftwaffe Generalleutnant Aarne Kreuzinger-Janik außer Dienst gestellt.

## Verbandsabzeichen und Wappen
Das Verbandsabzeichen, getragen am linken Ärmel des Dienstanzugs, und das Wappen, getragen als Brustanhänger, wurden ohne Änderung von der Heeresflugabwehrschule übernommen.

### Verbandsabzeichen
Die Grundform des Verbandsabzeichens entsprach dem des Heeresamtes.
Es war ein Schild mit rotem Grund und zeigte zwei gekreuzte Schwerter. Unter den Schwertern im Schildfuß stand ein weißes "S", welches die Schulen des Heeres kennzeichnet. Die Paspelierung des Abzeichens war korallenrot, der Waffenfarbe der Truppengattung.

### Wappen
Das Wappen (internes Verbandsabzeichen) hatte seinen Ursprung im Ehrenmal für die Gefallenen der Flakartillerie des Ersten Weltkrieges, das 1934 in Berlin-Lankwitz errichtet wurde. Das Wappen entsprach in seiner Farbgebung den Bundesfarben. Das goldumrahmte Schild zeigte auf rotem Grund einen goldenen, knienden Bogenschützen und im schwarzen, bogenförmig abgetrennten Schildfuß die verschnörkelten Initialen „FAS“.
Der dargestellte Bogenschütze mit seinem eingespannten, in den Himmel gerichteten Pfeil war dem Ehrenmal entlehnt und ein traditionelles Motiv in der Truppengattung. Die Bogenlinie entstammte dem taktischen Zeichen der Flugabwehr, welches den sogenannten Fla-Himmel symbolisierte. Die Initialen „FAS“ wiesen auf die ehemalige Flakartillerieschule 1 in Rerik/Mecklenburg hin, die sie in dieser Form seit 1935 führte.

## Persönlichkeiten
- Im Jahr 1969 absolvierte der spätere Bundesminister der Verteidigung Franz Josef Jung (CDU) seine Ausbildung zum Reserveoffizier am Flak-Panzer M42 an der Heeresflugabwehrschule. Bei einem Truppenbesuch im August 2007 wurde er vom damaligen General der Heeresflugabwehr, Brigadegeneral Wolfgang Köpke, zum Ehrenkanonier ernannt.
- Der spätere Befehlshaber des Sanitätsführungskommandos, Generaloberstabsarzt a. D. Dr. med. Erich Wolfgang Bick, absolvierte ab 1966 eine Offiziersausbildung an der Heeresflugabwehrschule, bevor er 1969 Humanmedizin studierte. Er wurde im Herbst 2007 zum Ehrenkanonier der Truppengattung ernannt.
- Günter Raulf, Generalleutnant a. D. der Luftwaffe, zuletzt Amtschef des Luftwaffenamtes, war Teilnehmer des ersten Fähnrichlehrganges an der Truppenschule Fla-Truppen (später Heeresflugabwehrschule).
- Der Wissenschaftsastronaut, Physiker und Universitätsprofessor Ulrich Walter verbrachte vor seinem Studium 12 Monate als Ausbilder an der Heeresflugabwehrschule.
- Alexander Müller (* 1969), deutscher Politiker (FDP), Mitglied des Bundestages, Obmann im Verteidigungs-Ausschuss, absolvierte hier 1988 seine Bundeswehr-Grundausbildung.

## Kommandeure
| Nr. | Name                                            | Beginn der Berufung | Ende der Berufung  |
| --- | ----------------------------------------------- | ------------------- | ------------------ |
| 15  | Oberst Klaus Kuhlen                             | 28. November 2007   | 12. März 2012      |
| 14  | Brigadegeneral Wolfgang Köpke                   | 10. März 2005       | 28. November 2007  |
| 13  | Brigadegeneral Dieter Schuster                  | 30. September 2000  | 10. März 2005      |
| 12  | Brigadegeneral Udo Beitzel                      | 8. Juli 1994        | 29. September 2000 |
| 11  | Oberst Dietmar Strobel                          | 1. April 1992       | 7. Juli 1994       |
| 10  | Oberst Siegfried Erwin Schwiering               | 1. April 1989       | 31. März 1992      |
| 9   | Oberst Hans-Joachim Schenk                      | 1. November 1986    | 31. März 1989      |
| 8   | Oberst Hans-Alexander Freiherr von Falkenhausen | 1. Oktober 1984     | 31. Oktober 1986   |
| 7   | Oberst Kurt Kaufmann                            | 1. April 1979       | 30. September 1984 |
| 6   | Oberst H.-J. Boller                             | 1. April 1973       | 31. März 1979      |
| 5   | Oberst R. Handrich                              | 1. Oktober 1969     | 31. März 1973      |
| 4   | Oberst Hans Rochlitz                            | 1. April 1963       | 30. September 1969 |
| 3   | Oberst K. Fischer                               | 1. Juli 1961        | 31. März 1963      |
| 2   | Oberst Friedrich-Franz Rittner                  | 1. September 1957   | 30. Juni 1961      |
| 1   | Oberst Eugen Walter                             | 24. Juni 1956       | 31. August 1957    |